# Матос Фильо, Марко Антонио де
Марко Антонио де Маттос Фильо (порт. Marco Antonio de Mattos Filho; 3 июля 1986, Пасу-Фунду), более известный как Маркиньо (порт. Marquinho) — бразильский футболист, полузащитник.

## Биография
Маркиньо выступал за множество молодёжных составов различных команд. В 2001 году он перешёл в «Палмейрас». С 2006 года Маркиньо был призван в первый состав команды. 18 января 2007 года он дебютировал в основном составе команды в матче с «Паулистой», в котором его клуб выиграл 4:2. В августе 2007 года Марко перешёл в «Ботафого», но провёл там лишь 5 игр. В 2008 году Маркиньо перешёл в клуб «Фигейренсе». С этим клубом футболист вылетел в серию В. С этим же клубом он выиграл чемпионат штата Санта-Катарина.
В 2009 году Маркиньо перешёл во «Флуминенсе», дебютировав 29 января во встрече с «Кабофриенсе», где его клуб уступил 1:3. 10 мая того же года полузащитник сыграл первый матч за клуб в чемпионате Бразилии, в котором его клуб победил 1:0 во встрече с «Сан-Паулу». Тогда же он помог своей команде выйти в финал Южноамериканского кубка, где команда уступила ЛДУ Кито. В 2010 году Маркиньо в составе «Флуминенсе» выиграл чемпионат страны.
31 января 2012 года Маркиньо на правах аренды перешёл в «Рому», с возможностью выкупа контракта футболиста. Бразилец сказал: «Я всегда мечтал играть в европейском топ-клубе, и сейчас, когда мне представилась такая возможность, я верю, что это — судьба». 19 февраля Маркиньо дебютировал в составе «джалоросси», выйдя на замену вместо Миралема Пьянича. 30 июня «Рома» выкупила контракт футболиста за 3,5 млн евро; контракт был подписан на 4 года.

## Титулы
- Чемпион штата Парана (1): 2019
- Чемпион Бразилии (1): 2010
- Чемпион Саудовской Аравии (1): 2015/16
- Обладатель Саудовского кубка чемпионов (1): 2016
- Финалист Кубка Италии (1): 2012/13